# Nussdorfer Brücke

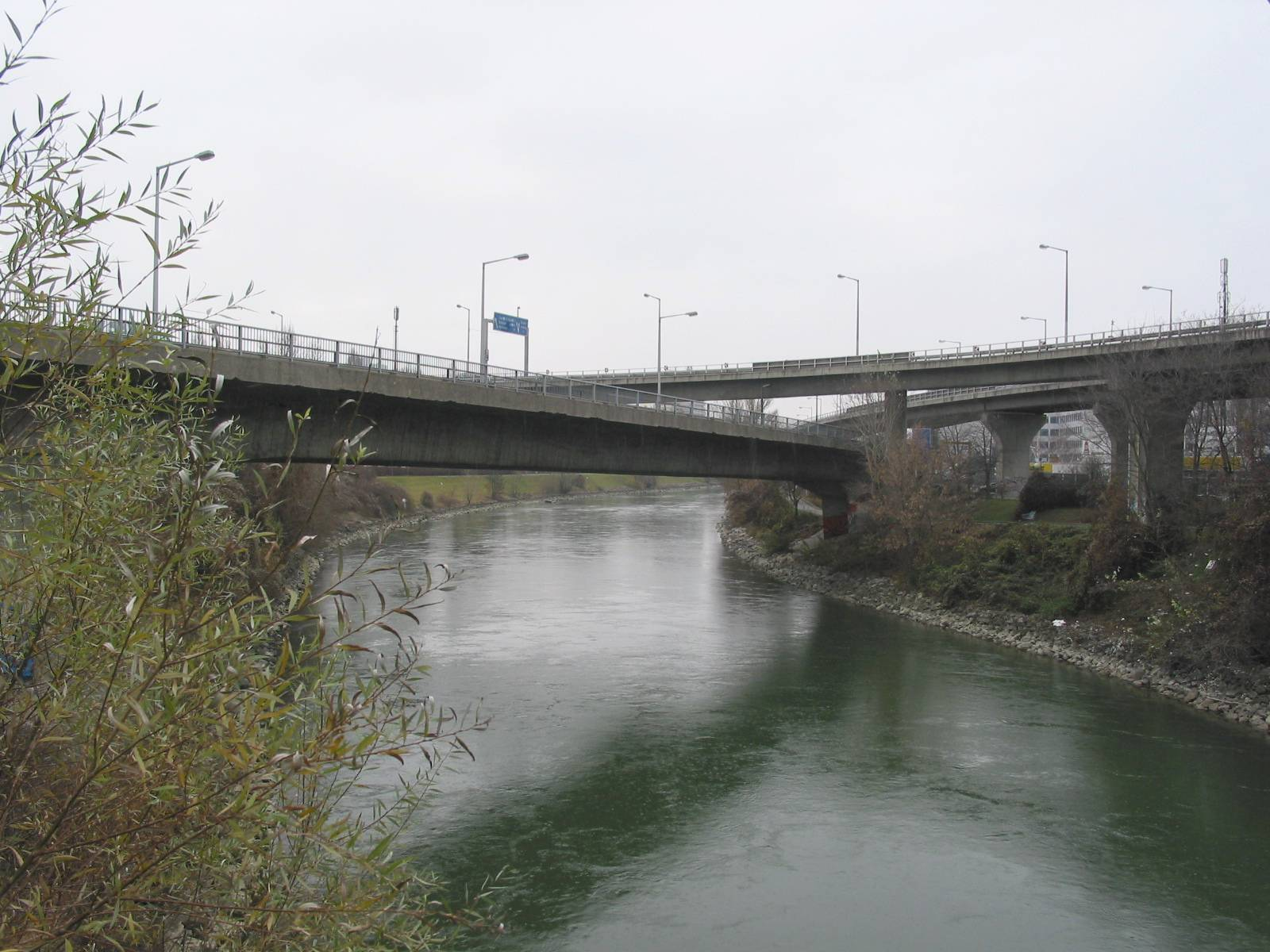
Nussdorfer Brücke, im Hintergrund eine der Brücken am Knoten Nussdorf

Die Nussdorfer Brücke (bis 1999 amtlich: Nuß...) ist eine Straßenbrücke, die den Donaukanal in Wien überquert und die Bezirke Döbling und Brigittenau verbindet.

## Lage
Die Nussdorfer Brücke befindet sich in der Nähe der Schiffbautechnischen Versuchsanstalt und des Bahnhofs Heiligenstadt der Franz-Josefs-Bahn. Die Brücke verbindet den Handelskai mit der Nussdorfer Lände.

## Geschichte

### Alte Nußdorfer Brücke
Nussdorf war schon im Spätmittelalter Standort der ersten Wiener Donaubrücke. Auf Höhe der Stadt Wien war die Donau schon so verzweigt und versumpft, dass ein Übergang nicht möglich war (tatsächlich lag die Stadt ein gutes Stück ab vom Hauptlauf der Donau am Wienfluss, der heutige Donaukanal war ein kleiner Nebenarm). Juli 1439 erteilte König Albrecht II.  den Wienern das Recht zum Bau einer Brücke, die als mehrteiliges Bauwerk die bei Nussdorf beginnenden Hauptarme der Donau überspannen sollte.
Diese Brücke war die erste Donaubrücke
des Herzogtums Österreich (Krems/Mautern 1463, Linz 1479, Mauthausen bei Enns 1505).
Die wolffsprucken maß dann auf 13 Joch eine Länge von 260 Schritt, die lange prucken (entsprechend der heutigen Nordbrücke) 30 Joch und 500 Schritt.
1688 bis 1698 wurde die Taborbrücke erbaut und die Wolfsbrücke stromabwärts verlegt. Damit entstand auch die Ortschaft Zwischenbrücken und eine Durchzugsstraße Zwischen den Brücken.

### Neubau der heutigen Brücke
Die Nussdorfer Brücke wurde 1962–1964 für den stadteinwärts fließenden Verkehr als Verlängerung der die Donau querenden Nordbrücke (A22) errichtet und ebenso wie diese am 19. Dezember 1964 eröffnet. Die 202 Meter lange bogenförmige Brücke quert den Donaukanal in einem Winkel von 37 Grad und mündet in die Nussdorfer Lände (B227). Die Spannbetonbrücke wurde von Wilhelm Gutmannsthal-Krizanits geplant und von P. Auteried & Co erbaut.
Ursprünglich war die Brücke über zwei Stiegentürme auch für den Fußgängerverkehr benützbar. Die Stiegenanlage Brigittenau wurde 1998 durch eine Rampe ersetzt. Durch die Eröffnung des Nussdorfer Stegs im Jahr 1999 wurde eine ortsnahe Alternative zur Querung des Donaukanals geschaffen, sodass der Fußweg auf der Nussdorfer Brücke gesperrt wurde.